# Жайворонок індійський
Жайворонок індійський (Alauda gulgula) — вид горобцеподібних птахів родини жайворонкових (Alaudidae).

## Поширення
Вид досить поширений в Південній, Східній та Південно-Східній Азії. Мешкає на відкритих місцевостях (полях, луках, степових ділянках) до 2000 м над рівнем моря. У Таджикистані спостерігалося гніздування на висоті 3600 м.

## Опис
Невеликий птах, завдовжки до 16 см, землистого забарвлення з темними поздовжніми плямами. Брови, смужки з боків хвоста і брів вохристо-білі, груди однотонні з коричневими плямами з боків. На голові невеликий чубчик. Відрізняється від жайворонка польового меншими розмірами, коротшим хвостом і відсутністю білої смуги на задньому краї крила.

## Підвиди
- A. g. lhamarum Meinertzhagen, R & Meinertzhagen, A, 1926: Памір, Гімалаї.
- A. g. inopinata Bianchi, 1905: Тибет, Західний Китай
- A. g. vernayi Mayr, 1941: Гімалаї, південний захід Китаю
- A. g. inconspicua Severtzov, 1873: південь Казахстану, Середня Азія, Східний Іран, Пакистан, Північно-Західна Індія.
- A. g. gulgula Franklin, 1831: Південна Азія, Індокитай
- A. g. dharmakumarsinhjii Abdulali, 1976: Західна Індія
- A. g. australis Brooks, WE, 1873: Південно-Західна Індія
- A. g. weigoldi — Hartert, 1922: Східний Китай
- A. g. coelivox — Swinhoe, 1859: Південний Китай, Північний В'єтнам
- A. g. sala — Swinhoe, 1870: о. Хайнань
- A. g. herberti — Hartert, 1923: Таїланд, Камбоджа, В'єтнам
- A. g. wattersi — Swinhoe, 1871: Тайвань
- A. g. wolfei — Hachisuka, 1930: о. Лусон (Філіппіни)